# Alfonso Caycedo

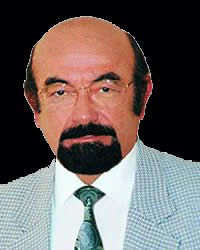
Alfonso Caycedo

Alfonso Caycedo (* 19. November 1932 in Bogotá, Kolumbien; † 11. September 2017 in Barcelona) war ein spanischer Psychiater und Begründer der Sophrologie.

## Leben
In Kolumbien als Sohn spanischer Eltern baskischen Ursprungs geboren absolvierte Caycedo seine Schulzeit dort und studierte dann Medizin in Madrid, Spanien und spezialisierte sich in den Fächern Neurologie und Psychiatrie. Er beschäftigte sich mit der medizinischen Anwendung von Hypnose, traf mit Ludwig Binswanger zusammen und begründete um 1960, damals Professor für Psychiatrie an der Fakultät für Medizin in Barcelona und Direktor der psychosomatischen Abteilung der Universitätsklinik Barcelona die Sophrologie, eine Entspannungstechnik, mit deren Hilfe gezielt nach eigenem Bedürfnis mit dem Bewusstsein gearbeitet werden soll.